# قرار مجلس الأمن التابع للأمم المتحدة رقم 748
قرار مجلس الأمن التابع للأمم المتحدة رقم 748، المعتمد بالإجماع في 31 مارس 1992، بعد إعادة تأكيد القرار 731 (1992)، قرر مجلس الأمن التابع للأمم المتحدة، أنه يجب على حكومة ليبيا، بموجب الفصل السابع من ميثاق الأمم المتحدة، أن تمتثل الآن للطلبات الواردة من التحقيقات المتعلقة بتدمير طائرة بان أم الرحلة 103 فوق لوكربي ويو تي إيه الرحلة 772 فوق تشاد والنيجر، والتي تدعو ليبيا إلى وقف جميع أشكال الأعمال الإرهابية وتقديم المساعدة للجماعات الإرهابية. ولهذه الغاية، فرض المجلس عقوبات على ليبيا إلى أن تمتثل ليبيا.
قرر القرار أنه ينبغي لجميع الدول الأعضاء، اعتبارا من 15 أبريل 1992، القيام بما يلي:
(أ) رفض السماح للطائرات الليبية بالإقلاع من أراضيها أو الهبوط فيها أو التحليق فوقها إذا كانت قد أقلعت من الأراضي الليبية، باستثناء الاحتياجات الإنسانية؛
(ب) حظر توريد الطائرات أو مكونات الطائرات أو توفير خدمات للطائرات أو مكونات الطائرات؛
(ج) حظر تقديم الأسلحة أو الذخائر أو المعدات العسكرية الأخرى إلى ليبيا والمشورة أو التدريب التقني؛
(د) سحب المسؤولين الموجودين في ليبيا الذين يقدمون المشورة للسلطات الليبية بشأن المسائل العسكرية؛
(هـ) تخفيض عدد الموظفين الدبلوماسيين والقنصليين بدرجة كبيرة في ليبيا؛
(و) منع تشغيل جميع مكاتب الخطوط الجوية الليبية؛
(ز) منع دخول أو طرد المواطنين الليبيين المتورطين في أنشطة إرهابية في دول أخرى
ودعا المجلس الدول الأعضاء إلى التقيد الصارم بالعقوبات، وأنشأ لجنة تابعة لمجلس الأمن تلتمس فيها معلومات من الدول الأعضاء عن كيفية تنفيذها للقرار، وسبل تحسين فعالية الحظر، والنظر في أي طلبات من الدول التي تواجه مشاكل نتيجة للعقوبات. وحث على التعاون الكامل من جميع الدول مع اللجنة، وقرر أن يستعرض المجلس الحظر كل 120 يوما.
اعتمد القرار 748 بأغلبية 10 أصوات مقابل لا شيء، مع امتناع خمسة أعضاء عن التصويت من الرأس الأخضر، والصين، والهند، والمغرب، وزيمبابوي. وبموجب القرار المتخذ في إطار الفصل السابع، فإن ليبيا ملزمة بأحكام المجلس حتى وإن كانت تتعارض مع اتفاقية مونتريال.
وقد رفضت ليبيا الامتثال للقرار الحالي أو للقرار 731، واستجاب المجلس باتخاذه تدابير أكثر شمولا في القرار 883 (1993).

## وصلات خارجية
- "Resolution 748" (PDF). وزارة الخزانة الأمريكية. مؤرشف من الأصل (PDF) في 2017-02-12. نسخة محفوظة 3 August 2013 at WebCite